# Спиро Егњу
Спиро Теодор Егњу (енгл. Spiro Theodore Agnew; IPA: /ˈspɪroʊ ˈæɡnuː/; грч. Σπύρος Θεόδωρος Άγκνιου; Балтимор, Мериленд, 9. новембар 1918 — Берлин, 17. септембар 1996) је био 39. потпредседник Сједињених Држава у периоду од 1969. до 1973, у администрацији председника Ричарда Никсона, и 55. гувернер Мериленда у периоду од 1967. до 1969. Био је први Американац грчког порекла на овим функцијама.
Током пете године на позицији потпредседника, крајем лета 1973, Егњу је био под истрагом канцеларије тужиоца у Балтимору, Мериленд, под сумњом за изнуду, утају пореза, мито и заверу. У октобру је формално оптужен да је примио мито у укупном износу од преко 100.000 долара док је био на високим позицијама у Балтиморском округу, држави Мериленд и на позицији потпредседника САД. 10. октобра 1973. Егњуу је омогућено да одговори са nolo contendere на јединствену оптужбу да није пријавио 29.500 долара прихода 1967. године, уз услов да да оставку на место потпредседника.
Егњу је једини потпредседник у историји Сједињених Држава који је морао да да оставку због оптужби за криминал. Десет година по напуштању функције, у јануару 1983, Егњу је држави Мериленд исплатио готово 270.000 долара као последицу грађанске парнице која је проистекла из оптужби за примање мита.